# Pandanus dinagatensis
Pandanus dinagatensis är en enhjärtbladig växtart som beskrevs av Elmer Drew Merrill. Pandanus dinagatensis ingår i släktet Pandanus och familjen Pandanaceae. Inga underarter finns listade.